# Gorch Fock
För andra betydelser, se Gorch Fock (olika betydelser).

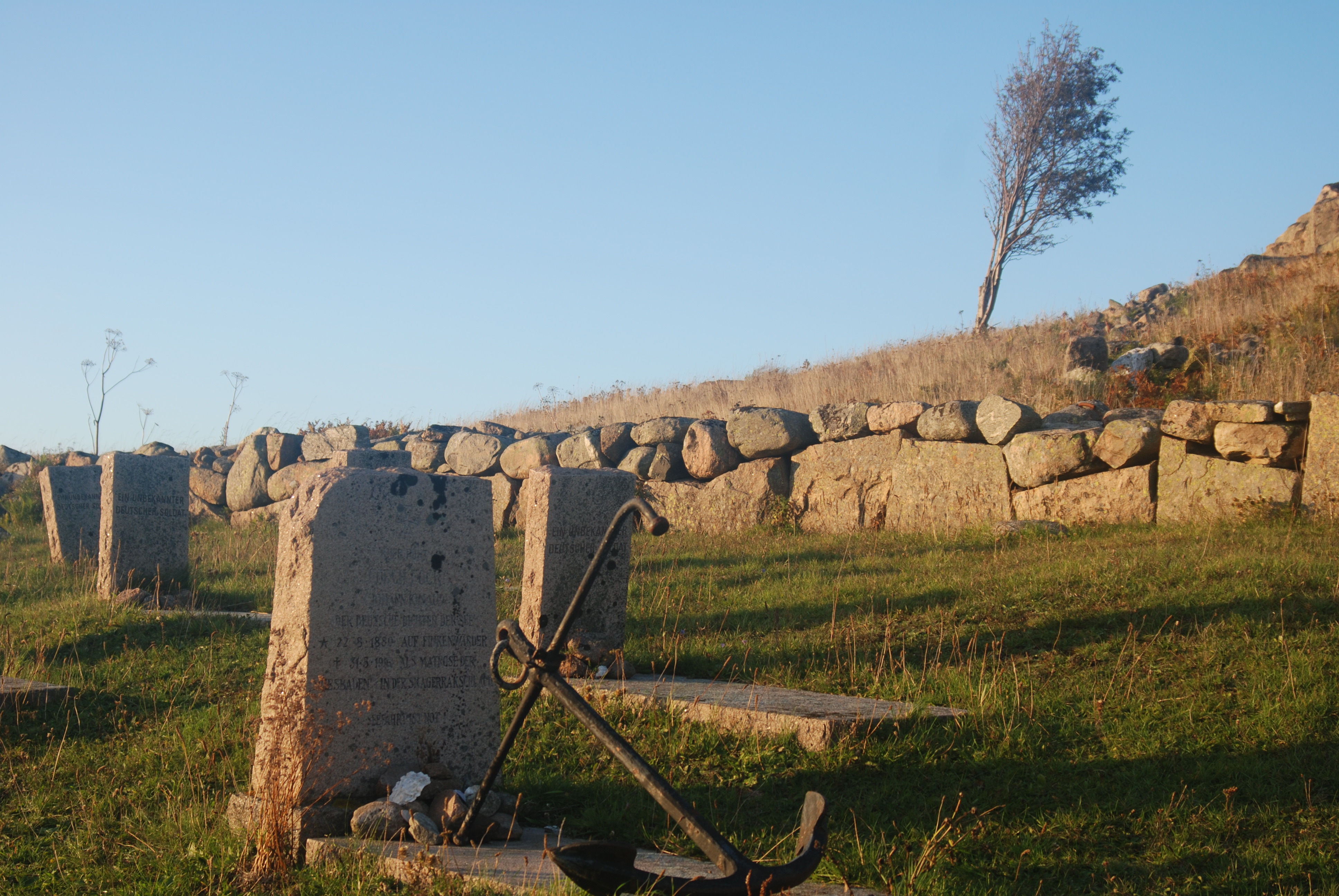
Gorch Focks grav på Stensholmen, Bohuslän.

Gorch Fock var pseudonymen för den tyske författaren Johann Wilhelm Kinau, född den 22 augusti 1880 i Finkenwerder utanför Hamburg, död den 31 maj 1916 i Skagerrakslaget under första världskriget.
Gorch Fock har fått ge namn åt två av den tyska marinens segelskolfartyg, en bark sjösatt 1933 och barken Gorch Fock II sjösatt 1958.

## Verk
Till hans mest kända verk hör Seefahrt ist Not!, en folklivsskildring av högsjöfiskarna från Finkenwerder. Midsommarafton 1916, en månad efter sjöslaget på Skagerrak, kom Gorch Focks kropp att sköljas i land vid Väderöbod på den svenska västkusten och han ligger idag begravd på en krigskyrkogård på Stensholmen i Fjällbacka skärgård tillsammans med tretton tyska och två brittiska sjömän. Han igenkändes genom att ha dikten Letzter Wunsch i en hermetiskt tillsluten ask i sin ficka:

Letzter Wunsch                                      Sista önskan
Sterb ich auf der stolzen See,                Dör jag på det stolta havet,
gönnt Gorch Fock ein Seemansgrab.   unna Gorch Fock en sjömansgrav 
Bringt mich nicht zum Kirchhof hin,       För mig ej till kyrkogården,                                                                                                                                                                                                 
senkt mich tief ins Meer hinab.              Sänk mig djupt i havet ner.                                
Segelmacher näh mich ein.                   Segelmakare, sy mig in.
Steuermann, ein Bibelwort.                    Styrman, ett bibelord.
Junge, nimm deine Mütze mal ab…      Gosse, tag din mössa av…
Und dann sinnig über Bord…                 Och därefter lugnt och stilla över bord… 